# راكان الطليحي
راكان راجح الطليحي هو لاعب كرة قدم سعودي يلعب في النادي العربي معار من نادي التعاون.

## مسيرة اللاعب
بدأ في الفئات السنية في نادي التقدم و انتقل إلى درجة الشباب في نادي التعاون في عام 2018 و صعد للفريق الأول مطلع عام 2022 وأعير إلى النادي العربي في عام 2024.

## الحياة الشخصية
هو الشقيق الأصغر للاعب مؤيد الطليحي.